# Gmina Topola (Serbia)
Gmina Topola (serb. Opština Topola / Општина Топола) – gmina w Serbii, w okręgu szumadijskim. W 2018 roku liczyła 20 445 mieszkańców.